# Estación de Dos Castillas (Cercanías Madrid)

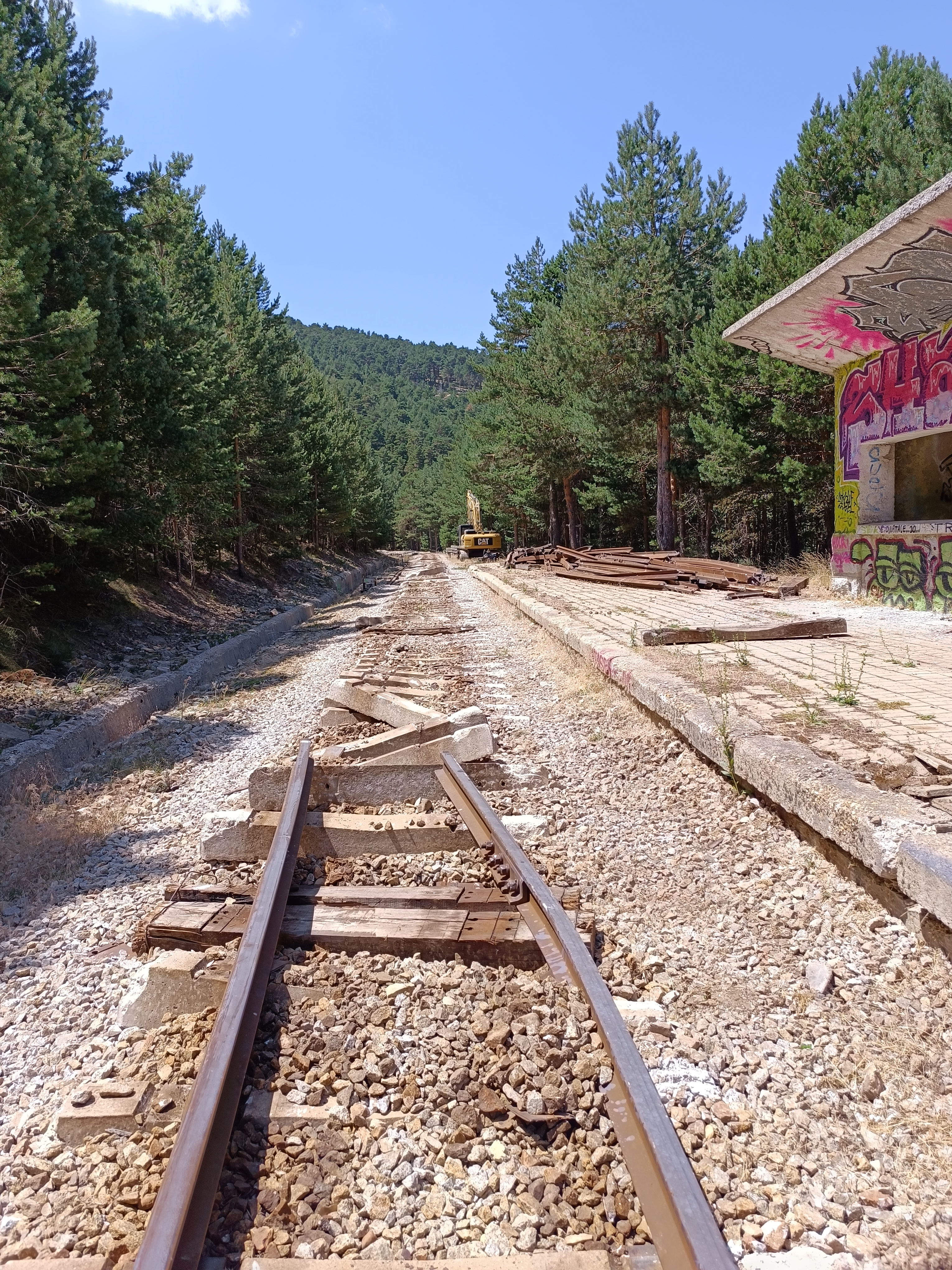
Apeadero Dos Castillas, renovando la vía en 2024.

Dos Castillas, antiguamente llamado El Berracón, es un apeadero sin servicio de viajeros que perteneció a la línea C-9 de Cercanías Madrid ubicado junto a la carretera SG-615 en el término de Real Sitio de San Ildefonso (Segovia) muy cerca del límite con la Comunidad de Madrid.
Su tarifa correspondía a la Zona Verde según el Consorcio Regional de Transportes.
Hasta el verano de 2011, en que fueron clausurados todos los apeaderos intermedios entre Cercedilla y el Puerto de Navacerrada y entre este y Los Cotos, esta estación tuvo carácter facultativo: el tren se detenía exclusivamente a petición del interesado.

## Líneas
| procedencia/destino | < estación            | Línea | estación > | destino/procedencia |
| ------------------- | --------------------- | ----- | ---------- | ------------------- |
| Cercedilla          | Puerto de Navacerrada |       | Vaquerizas | Cotos               |